# LSV Nordhausen
Der Luftwaffen Sportverein Nordhausen, war ein nur kurzlebiger Sportverein im Deutschen Reich mit Sitz in Nordhausen, im heutzutage gleichnamigen Thüringischen Landkreis. Er existierte als reiner Militär-Sportverein nur vier Jahre, von 1941 bis 1945.

## Geschichte
Im Tschammerpokal 1941 schaffte es der L.S.V. bis in die 1. Schlussrunde, in dessen Verlauf man im Juli 1941 jedoch gegen den 1. SV Jena mit 2:4 unterlag. Weiterhin nahm der Verein nach der Saison 1942/43, als Meister der Bezirksklasse Thüringen, noch an der Aufstiegsrunde zur nächsten Saison der Gauliga Mitte teil, in welcher man dann unglücklich den dritten Rang belegte, was für den angestrebten Aufstieg aber nicht reichen sollte. Spätestens zum Ende des Zweiten Weltkriegs, wurde der Verein aufgelöst.